# Pseudosphex novercida
Pseudosphex novercida là một loài bướm đêm thuộc phân họ Arctiinae, họ Erebidae.